# Nowe Gizewo
Nowe Gizewo – wieś w Polsce położona w województwie warmińsko-mazurskim, w powiecie szczycieńskim, w gminie Szczytno.
Nazwą "Nowe Gizewo" określa się wszystkie zabudowania i gospodarstwa przylegające od południa do granic Szczytna. Największe skupisko budynków jest na południe od Osiedla Królewskiego, wzdłuż drogi do Rudki.
W latach 1975–1998 miejscowość administracyjnie należała do województwa olsztyńskiego.